# Самородний паладій
Паладій самородний (англ. native palladium; нім. gediegenes Palladium n) — мінерал класу самородних елементів.

## Загальний опис
Хімічна формула: Pd. Домішки: Ir, Cu, Au, Ag.
Сингонія кубічна. Гексооктаедричний вид.
Структура аналогічна структурі міді.
Форми виділення: невеликі кристали, зернисті маси, іноді з радіальноволокнистою структурою.
Густина 11,9.
Твердість 5,0-5,5.
Колір біло-сталево-сірий.
Блиск металічний.
Тягучий та ковкий.
Зустрічається в платиноносній зоні Уралу (РФ), в Колумбії, Бразилії, в окисненій зоні платинових родовищ Трансваалю (ПАР), на Антильських о-вах. Дуже рідкісний.
Від назви астероїда Паллада (W.H.Wollaston, 1803).